# Los Angeles Chargers
I Los Angeles Chargers (detti anche Bolts o Super Chargers) sono una squadra di football americano della NFL con sede a Los Angeles, California. Competono nella West Division della American Football Conference.
Fondata nel 1960 con il nome di Los Angeles Chargers, la franchigia all'inizio giocò nella American Football League. Dopo un anno passato a Los Angeles, nel 1961 si spostò a San Diego, cambiando denominazione in San Diego Chargers. Il 12 gennaio 2017, il club ha annunciato il suo ritorno a Los Angeles, dove già i Rams si erano trasferiti l'anno precedente. Los Angeles diventa così la seconda città ad avere due squadre dopo New York.
I Chargers vinsero il campionato AFL nel 1963, raggiunsero cinque volte i playoff in quella lega e arrivarono in finale per quattro volte, prima di unirsi alla NFL nel 1970. In trentacinque stagioni da allora, i Chargers hanno raggiunto tredici volte i playoff, arrivando quattro volte in finale di conference. Nella stagione 1994 affrontarono i San Francisco 49ers nel Super Bowl XXIX, venendo sconfitti per 49–26. Sei giocatori dei Chargers sono stati inseriti nella Pro Football Hall of Fame: il wide receiver Lance Alworth (1962–1970), il defensive end Fred Dean (1975–1981), il quarterback Dan Fouts (1973–1987), il capo allenatore e general manager Sid Gillman (1960–1969, 1971), il wide receiver Charlie Joiner (1976–1986), l'offensive lineman Ron Mix (1960–1969) e il tight end Kellen Winslow (1979–1987).
Al 2024, secondo la rivista Forbes, il valore dei Chargers è di circa 5,1 miliardi di dollari, ventesimi tra le franchigie della NFL.

## Storia

### 1959-1969: American Football League
I Chargers diedero vita all'American Football League insieme ad altre sette franchigie nel 1959. Nel 1960, i Chargers giocarono la prima stagione della AFL a Los Angeles. Il loro primo proprietario fu l'erede degli hotel Barron Hilton, figlio del fondatore della Hilton Hotels Conrad Hilton.
Secondo il sito ufficiale della Pro Football Hall of Fame, Barron Hilton acconsentì dopo che il suo general manager, Frank Leahy, prese il nome dei Chargers quando acquisì la franchigia per Los Angeles. I Chargers disputarono lì una sola stagione, prima di trasferirsi a San Diego nel 1961. I primi anni di vita dei San Diego Chargers furono caratterizzati soprattutto dalla grandi giocate del wide receiver Lance Alworth, il quale concluse le proprie undici stagioni tra AFL e NFL con 543 ricezioni per 10.266 yard ricevute. Inoltre, egli stabilì il record per il football professionistico di gare consecutive con almeno una ricezione (96).
Negli anni sessanta, i Chargers vinsero cinque volte il titolo della AFL West, la loro division (1960, 1961, 1963, 1964, 1965), conquistando il campionato AFL nel 1965.
Hilton vendette i Chargers a un gruppo guidato da Eugene Klein e Sam Schulman nell'agosto 1966. L'anno successivo i Chargers giocarono una gara di pre-stagione, perdendola, contro una franchigia della più antica NFL, i Detroit Lions. I Chargers in seguito sconfissero i vincitori del Super Bowl III, i New York Jets, 34–27 di fronte a una folla da record al San Diego Stadium, gremito di 54.042 presenze il 29 settembre 1969. Sid Gillman, un membro della Pro Football Hall of Fame e l'unico allenatore che la squadra avesse mai avuto, si fece da parte per problemi di salute e Charlie Waller fu promosso al suo posto dopo la fine della stagione regolare. Gillman rimase operativo all'interno della franchigia come general manager.

### 1970-1978: periodo post-fusione
Nel 1970, i San Diego Chargers furono inseriti nella AFC West a seguito della fusione tra NFL e AFL. Da quel momento, i Chargers affrontarono annate difficoltose: Gillman si ritirò anche dal ruolo di general manager nel 1971 e molti dei giocatori dei Chargers del decennio precedente si erano ritirati o erano stati scambiati. La squadra acquisì veterani come Deacon Jones e Johnny Unitas ma, giunti ormai agli sgoccioli delle proprie carriere, non furono di aiuto alla squadra che si piazzò sempre tra il terzo e quarto posto nella AFC West dal 1970 al 1978.

### 1979-1988: Dan Fouts e Air Coryell
Il 1979 fu un anno di svolta per i Chargers che vinsero per la prima volta la loro division dalla fusione tra AFL e NFL. Guidati dai futuri Hall of Famer Dan Fouts e Kellen Winslow rispettivamente come quarterback e tight end, e dall'allenatore Don Coryell (con un attacco soprannominato "Air Coryell"), i Chargers vinsero la division per tre anni consecutivi fino al 1981. Nel 1982 i Chargers raggiunsero ancora i playoff ma uscirono al primo turno. Fu quella l'ultima partecipazione della squadra ai playoff per dieci anni, fino alla stagione 1992.
Nel 1988 Fouts si ritirò dopo 15 anni di carriera dove stabilì sette diversi record NFL e 42 primati di franchigia dei Chargers, diventando l'allora secondo passatore più prolifico della storia della lega con 43.040 yard. Il numero 14 di Fouts fu ritirato nell'intervallo della gara giocata nel "Dan Fouts Day" a San Diego.

### 1989-2003
Nel 1989 Dan Henning, un ex quarterback e allora assistente allenatore dei Washington Redskins, divenne l'ottavo allenatore della storia dei Chargers.
Il 1989 fu anche l'anno del record messo a segno dal rookie Marion Butts che, in una partita contro i Kansas City Chiefs, riuscì a ricevere 176 yard nella vittoria dei Chargers per 20-13.
Il mandato di Henning durò tre stagioni, terminando nel 1992 quando fu sostituito da Bobby Ross che, tra le prime mosse, fece acquisire il quarterback Stan Humphries dai Redskins. Dopo un inizio segnato da quattro sconfitte consecutive, la squadra vinse 11 delle ultime 12 partite rimaste, riuscendo a qualificarsi per i Playoff. In quella stagione Ross vinse il premio di allenatore dell'anno ma la squadra, dopo aver superato il primo turno dei playoff, fu eliminata dai Miami Dolphins della leggenda Dan Marino.
Nel 1993, i Chargers conclusero con un record di 8-8 (ultimi nella propria division), non qualificandosi per i playoff.
Nel 1994, la franchigia si qualificò nuovamente ai playoff, giungendo a disputare il primo Super Bowl della loro storia, perso contro i San Francisco 49ers di Steve Young.

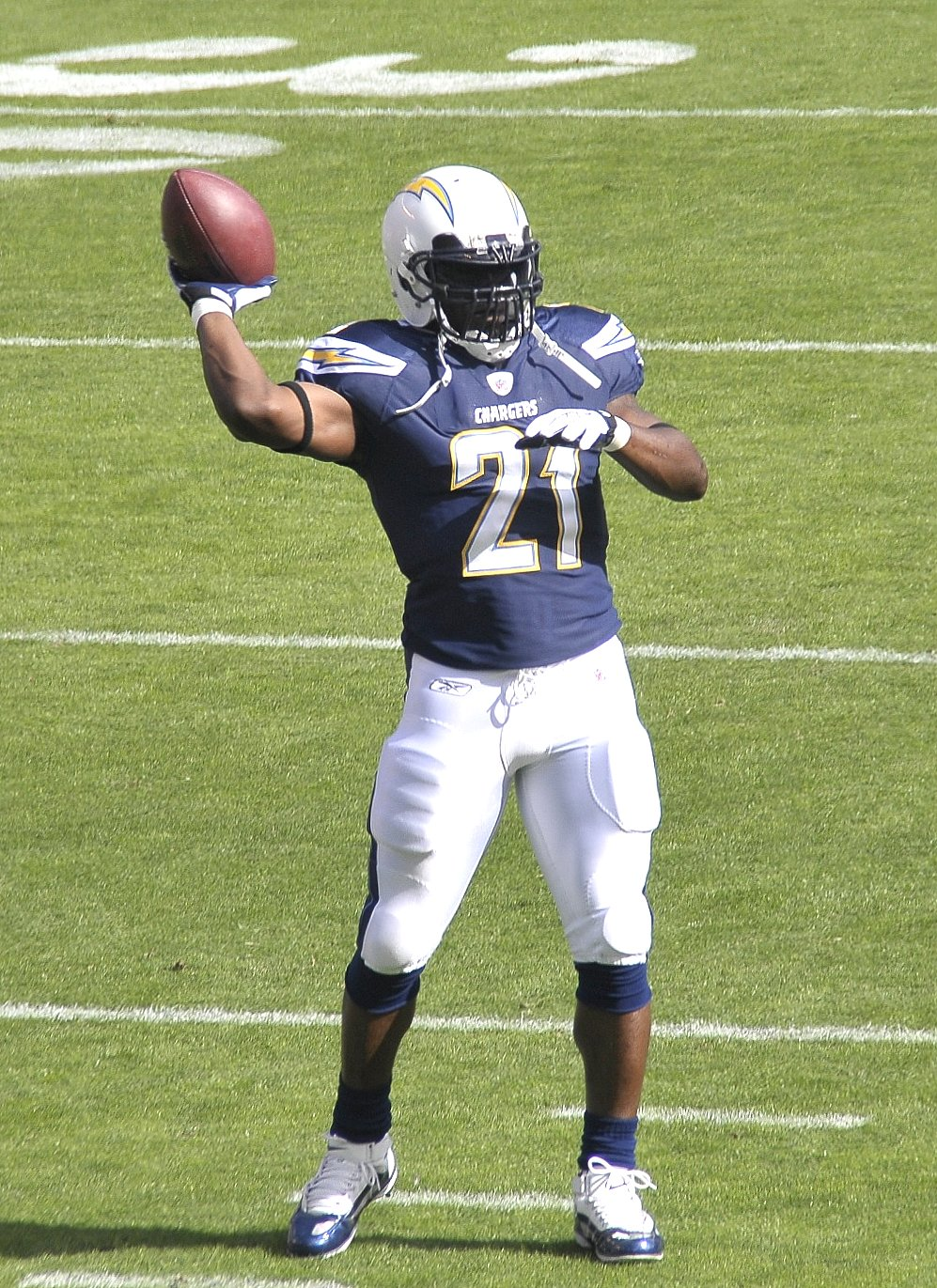
LaDainian Tomlinson fu l'MVP della stagione 2006

Dalla stagione 1996 a quella 2003, i Chargers non riuscirono più a qualificarsi per i playoff.

### 2004-2009:l'era di Drew Brees e l'era di Philip Rivers
La stagione 2003 terminò a pari merito con altre tre squadre per il peggior record della lega ma i Chargers ottennero la prima scelta nel Draft NFL 2004. La scelta cadde su Eli Manning, quarterback proveniente dall'Università del Mississippi.
Prima del Draft, Eli dichiarò pubblicamente che si sarebbe rifiutato di giocare con la franchigia di San Diego, così i Chargers lo selezionarono come primo assoluto ma lo scambiarono immediatamente con i New York Giants in cambio di Philip Rivers, il quale sarebbe diventato il giocatore simbolo dei Chargers per gli anni a venire.
Nella sua stagione da rookie, Rivers si vide preferire come quarterback titolare Drew Brees.
Nel 2004, grazie alle giocate di Brees, la squadra ottenne la prima insperata qualificazione ai playoff dal 1995, dove furono eliminati al primo turno dai Jets. A fine stagione, nonostante la precoce eliminazione dai playoff, Drew vinse il premio NFL Comeback Player of the Year e l'allenatore Schottenheimer il premio di miglior allenatore della stagione.
Nel 2005 Brees fu ceduto ai New Orleans Saints di cui sarebbe diventato l'icona e Rivers ne prese il posto come titolare, portando la squadra ai playoff per quattro anni consecutivi dal 2006 al 2009. In quegli anni però, la stella della squadra fu il running back LaDainian Tomlinson che nel 2006 stabilì il record di touchdown segnati nella stagione regolare (31) e fu premiato come MVP della NFL, il primo giocatore dei Chargers a ricevere tale onore.

### 2010-2016

#### 2010
La stagione 2010 fu la prima senza Tomlinson, passato ai New York Jets per gli ultimi due anni di carriera. La stagione iniziò con un record di 2-5. Ripresasi, la squadra terminò la stagione con un record di 9-7 ma non riuscì a qualificarsi ai playoff per la prima volta dal 2005. Essi terminarono la stagione come l'ottava squadra della storia della NFL a classificarsi al primo posto sia in attacco (395,6 yard a partita) e difesa (271,6 yards concesse a partita) e solo la seconda di esse a non qualificarsi per i playoff (con gli Eagles del 1953 che terminarono 7–4–1).

#### 2011
I Chargers iniziarono la stagione 2011 con una sola sconfitta per mano dei New England Patriots di Tom Brady e quattro vittorie nelle prime 5 partite. Dopo la vittoria per 38-26 contro gli Oakland Raiders nell'ultima settimana della stagione regolare, i Chargers terminarono l'annata con un record di 8-8, alla pari proprio coi Raiders e i Denver Broncos, che vinsero tuttavia la division, escludendo San Diego dai playoff per il secondo anno consecutivo.

### 2017: ritorno a Los Angeles
Il 12 gennaio 2017 i Chargers annunciarono il loro ritorno a Los Angeles a partire dalla stagione 2017 dopo 56 anni nella città di San Diego.

## Logo ed uniformi

Il logo nella AFL

Le maglie: blu scuro, oro e bianco.
Grafica del casco: è di color bianco con una saetta gialla dai bordi celesti.
Ad eccezione dei colori i Chargers hanno sempre utilizzato come simbolo della propria franchigia, sin dal debutto nel 1960, una saetta a forma di arco. Durante la permanenza nella AFL, l'effigie dei bolts era rappresentata da uno scudetto ove campeggiavano un fulmine, la testa di un cavallo e la scritta "CHARGERS".
Dal 1960 al 1973, i giocatori indossarono divise bianche e blu elettrico con fiammeggianti fulmini color oro sulle spalle. Il casco era di color bianco, con numero del giocatore e fulmine ad arco di color oro. Fino al 1966 i pantaloncini furono di color bianco, per poi divenire anch'essi oro fino al 1973.
Nel 1973 il blu elettrico fu abbandonato in favore di un blu più scuro (dark royal blue). Il casco divenne anch'esso blu scuro ed i nomi dei giocatori furono rimossi. Dal 1978 al 1983, i Chargers indossarono una maglia bianca per le partite in casa per poi tornare definitivamente al blu nel 1984. Le uniche eccezioni per quanto riguarda le partite in casa riguardano la stagione 1991 e altre sporadiche partite.
Nel 1985, i bolts tornarono a vestire pantaloni bianchi e ad usare divise nelle tonalità del blu scuro. Il fulmine raffigurato sul casco e sulle magliette divenne di colore bianco con bordi oro.
Nel 1990 vi fu ancora un cambiamento. I chargers vestirono pantaloncini blu navy con magliette bianche. Nel 1997 e nel 2001 sfoggiarono una divisa completamente bianca, con l'unica eccezione per i pantaloncini dei cornerback, di colore blu.
Nell'ottobre 2003, in occasione della partita contro i Miami Dolphins, la franchigia di San Diego indossò per la prima (e finora solo in quella occasione) pantaloncini e maglietta blu scuro.
Dalla fine degli anni ottanta al 2000, i Chargers hanno indossato uniformi bianche nei due match casalinghi della pre-season per poi utilizzare le divise blu nella stagione regolare. Dal 2001 hanno invece utilizzato uniformi blu per la preseason e bianche per gli home-match del mese di settembre. La ragione sembra essere nel fatto che gli incontri prestagionali sono giocati di notte, mentre quelli di settembre sono giocati di giorno. È quindi un notevole vantaggio poter indossare, nei mesi più caldi, magliette di color bianco (più fresco), soprattutto nei match disputati di giorno.
Come uniforme alternativa, dal 2002, i Bolts hanno scelto un design molto simile a quello utilizzato nel 1960. Ciò è dovuto anche al desiderio dei fan di rievocare le origini e la storia della franchigia.
Il 9 marzo 2007, i Chargers hanno mostrato sul loro sito web una riedizione della prima uniforme realizzata nel 1988. La nuova divisa è stata inaugurata, in un match riservato alla squadra, il 14 marzo successivo. Il blu navy è rimasto il colore principale per i match casalinghi. Lo storico arco di fulmine ha assunto i toni del giallo con bordi blu (così come i nomi dei giocatori). Come ulteriore rievocazione del passato il casco è talvolta di color bianco con protezioni facciali di colore blu.

## Giocatori importanti

### Membri della Pro Football Hall of Fame
Fino alla classe 2025, 14 giocatori e due membri dello staff dei Chargers sono stati inseriti nella Pro Football Hall of Fame.

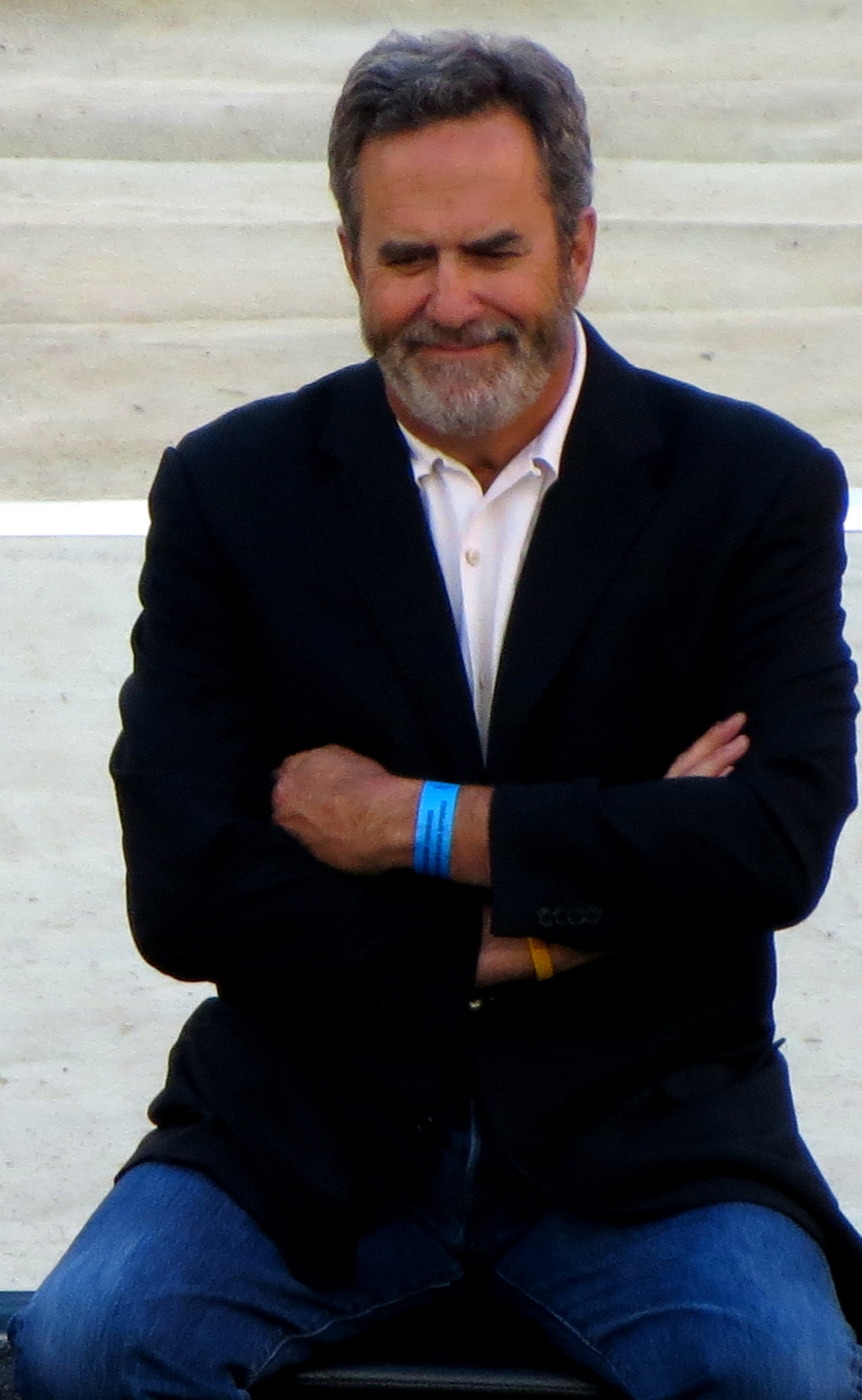
L'Hall of Famer Dan Fouts.

| Hall of Famer dei Los Angeles Chargers |                     |                  |         |
| N.                                     | Giocatore           | Ruolo            | Anni    |
| 19                                     | Lance Alworth       | WR               | 1962–70 |
| -                                      | Don Coryell         | Allen.           | 1978-86 |
| 71                                     | Fred Dean           | DE               | 1975-81 |
| 14                                     | Dan Fouts           | QB               | 1973–87 |
| 93                                     | Dwight Freeney      | DE               | 2013-14 |
| 85                                     | Antonio Gates       | TE               | 2003–18 |
| -                                      | Sid Gillman         | Allen./Dir. Gen. | 1960-71 |
| 18                                     | Charlie Joiner      | WR               | 1976-86 |
| 75                                     | Deacon Jones        | DE               | 1972-73 |
| 72                                     | Larry Little        | G                | 1967-68 |
| 89                                     | John Mackey         | TE               | 1972    |
| 74                                     | Ron Mix             | OT               | 1960-69 |
| 55                                     | Junior Seau         | LB               | 1990-02 |
| 21                                     | LaDainian Tomlinson | RB               | 2001-09 |
| 19                                     | Johnny Unitas       | QB               | 1973    |
| 80                                     | Kellen Winslow      | TE               | 1979-87 |

### Numeri ritirati
| Numeri ritirati dai Los Angeles Chargers |                     |       |           |
| N.                                       | Giocatore           | Ruolo | Anni      |
| 14                                       | Dan Fouts           | QB    | 1973–1987 |
| 19                                       | Lance Alworth       | WR    | 1962–1970 |
| 21                                       | LaDainian Tomlinson | RB    | 2001-2009 |
| 55                                       | Junior Seau         | LB    | 1990–2002 |

### Premi individuali
| MVP della NFL |                     |       |
| Anno          | Giocatore           | Ruolo |
| 2006          | LaDainian Tomlinson | RB    |

| Giocatore offensivo dell'anno |                     |       |
| Anno                          | Giocatore           | Ruolo |
| 1982                          | Dan Fouts           | QB    |
| 2006                          | LaDainian Tomlinson | RB    |

| Miglior rookie offensivo |                |       |
| Anno                     | Giocatore      | Ruolo |
| 2020                     | Justin Herbert | QB    |

| Miglior rookie difensivo |                 |       |
| Anno                     | Giocatore       | Ruolo |
| 1986                     | Leslie O'Neal   | DE    |
| 2005                     | Shawne Merriman | LB    |
| 2016                     | Joey Bosa       | DE    |

| Comeback Player of the Year |               |       |
| Anno                        | Giocatore     | Ruolo |
| 2013                        | Philip Rivers | QB    |
| 2017                        | Keenan Allen  | WR    |

| MVP del Pro Bowl |                |       |
| Anno             | Giocatore      | Ruolo |
| 1981             | Kellen Winslow | TE    |
| 1982             | Dan Fouts      | QB    |

### Record di franchigia
Carriera
| Record in carriera |                     |        |
| Categoria          | Giocatore           | Numero |
| Yard passate       | Philip Rivers       | 59.271 |
| TD passati         | Philip Rivers       | 397    |
| Yard ricevute      | Antonio Gates       | 11.192 |
| TD su ric.         | Antonio Gates       | 111    |
| Yard corse         | LaDainian Tomlinson | 12.490 |
| TD su corsa        | LaDainian Tomlinson | 138    |

Stagionali
| Record stagionali |                           |        |           |
| Categoria         | Giocatore                 | Numero | Anno      |
| Yard passate      | Dan Fouts                 | 4.802  | 1981      |
| TD passati        | Philip Rivers             | 34     | 2008      |
| Yard ricevute     | Lance Alworth             | 1.602  | 1965      |
| TD su ric.        | Lance Alworth Tony Martin | 14     | 1965 1996 |
| Yard corse        | LaDainian Tomlinson       | 1.815  | 2006      |
| TD su corsa       | LaDainian Tomlinson       | 28     | 2006      |

## La squadra
| Roster dei Los Angeles Chargers |
| --- |
| Quarterback - 8 Taylor Heinicke - 10 Justin Herbert - 2 Easton Stick Running Back - 27 J.K. Dobbins - 4 Gus Edwards - 28 Hassan Haskins - 30 Kimani Vidal Wide Receiver - 9 D.J. Chark - 12 Derius Davis - 87 Simi Fehoko - 1 Quentin Johnston - 15 Ladd McConkey - 5 Josh Palmer - 82 Brenden Rice Tight End - 81 Will Dissly - 88 Hayden Hurst - 84 Stone Smartt Offensive Linemen - 76 Joe Alt T - 75 Bradley Bozeman C - 64 Brenden Jaimes G - 77 Zion Johnson G - 71 Jordan McFadden G - 79 Trey Pipkins T - 68 Jamaree Salyer G - 73 Foster Sarell T - 70 Rashawn Slater T Defensive Linemen - 92 Justin Eboigbe DE - 95 Poona Ford NT - 56 Morgan Fox DE - 99 Scott Matlock DE - 93 Otito Ogbonnia NT - 90 Teair Tart NT Linebacker - 97 Joey Bosa OLB - 25 Junior Colson ILB - 48 Bud Dupree OLB - 43 Troy Dye ILB - 0 Daiyan Henley ILB - 52 Khalil Mack OLB - 6 Denzel Perryman ILB - 45 Tuli Tuipulotu OLB Defensive Back - 24 A.J. Finley FS - 7 Kristian Fulton CB - 32 Alohi Gilman FS - 20 Cam Hart CB - 3 Derwin James SS - 33 Deane Leonard CB - 22 Elijah Molden CB - 26 Asante Samuel Jr. CB - 29 Tarheeb Still CB - 36 Ja'Sir Taylor CB Special Team - 11 Cameron Dicker K - 47 Josh Harris LS - 16 J.K. Scott P Lista delle riserve - 53 Chris Collins OLB (IR) - 74 Tyler McLellan T (IR) - 31 Nick Niemann ILB (IR-DRF) - 94 Chris Rumph II OLB (IR) - 60 Bucky Williams C (IR) Squadra di allenamento - 61 Karsen Barnhart G - 41 Luke Benson TE - 98 Andrew Farmerl OLB - 44 Tucker Fisk TE - 35 Matt Hankins CB - 91 Christopher Hinton NT - 51 Jeremiah Jean-Baptiste ILB - 23 Tony Jefferson SS - 86 Cornelius Johnson WR - 39 Jaylen Johnson WR - 65 Alex Leatherwood T - 57 Tre'Mon Morris-Brash OLB - 62 Sam Mustipher C - 69 C.J. Okoye DE - 34 Jaret Patterson RB - 58 Shaquille Quarterman ILB - 83 Eric Tomlinson TE Roster aggiornato al 2 settembre 2024 53 attivi, 5 inattivi, 16 nella squadra di allenamento |
| Legenda - I rookie sono in corsivo. - Il primo ruolo è il principale mentre gli eventuali successivi indicano i ruoli secondari. - (IR) sta per Injured Reserve ed indica la lista ristretta per un solo giocatore infortunato che può tornare ad allenarsi dopo la settimana 6 e a rientrare in prima squadra dopo che questa ha giocato 8 partite. - (NF-Inj.) / (NF-Ill.) stanno rispettivamente per Non-Football Injured e Non-Football Illness ed indicano le liste dove viene inserito un giocatore che ha un infortunio o una malattia non dipendente dal football americano. - (PUP) sta per Physically Unable to Perform ed indica la lista dove viene inserito un giocatore mentre è in attesa di recuperare la condizione fisica. Nella stagione regolare dopo la sesta partita giocata dalla propria squadra, il giocatore ha tempo tre settimane per riprendere ad allenarsi, più tre settimane aggiuntive dal suo rientro agli allenamenti per rientrare in prima squadra. |

## Lo staff
| Staff dei Los Angeles Chargers |
| --- |
| Organi dirigenziali - Chairman/proprietario – Dean Spanos - Vice chairman/proprietario – Michael Spanos - Presidente delle operazioni degli affari – A. G. Spanos - Presidente delle operazioni del football – John Spanos - Vice presidente esecutivo/COO – Jeanne Bonk - Vice presidente esecutivo dell'amministrazione del football/finanze dei giocatori – Ed McGuire - General manager – Joe Hortiz - Assistente general manager – Chad Alexander - Direttore della strategia del personale dei giocatori – Corey Krawiec - Direttore degli osservatori del college – Dennis Abraham - Direttore del genitore del personale professionistico – Louis Clark - Assistente del direttore degli osservatori dei professionisti – Tyler Lyon Capo allenatore - Jim Harbaugh Altri allenatori - Direttore delle prestazioni sportive – Ben Herbert - Preparatore atletico – Jonathan Brooks - Preparatore atletico – Devin Woodhouse - Direttore dell'analisi delle prestazioni – Ben Rabe - Analista delle prestazioni – Lincoln Dewolf Allenatori dell'attacco - Coordinatore offensivo – Greg Roman - Coordinatore gioco sui passaggi – Marcus Brady - Quarterback – Shane Day - Running back – Kiel McDonald - Wide receiver – Sanjay Lal - Tight end/coordinatore gioco sulle corse – Andy Bischoff - Offensive line – Mike Devlin - Assistente offensive line – Nick Hardwick - Assistente attacco senior – Marc Trestman - Assistente attacco - Kirk Campbell - Assistente attacco – Phil Serchia - Assistente attacco/quarterback – Jonathan Goodwin - Controllo qualità attacco/wide receiver – Jeff Carpenter Allenatori della difesa - Coordinatore difensivo – Jesse Minter - Defensive line – Mike Elston - Assistente defensive line – Will Tukuafu - Linebacker – NaVorro Bowman - Defensive back – Steve Clinkscale - Safety – Adam Fuller - Analista difesa senior – Rick Minter - Assistente difesa – Dylan Roney - Assistente difesa – Mike Hiestand - Controllo qualità difesa – Robert Muschamp Allenatori dello special team - Coordinatore special team – Ryan Ficken - Assistente special team – Chris Gould |